# Trójkąt Reuleaux

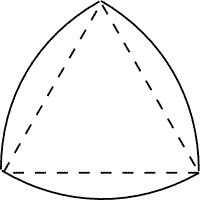
Trójkąt Reuleaux

Trójkąt Reuleaux (pomarańczowy obszar), czyli część wspólna kół o promieniach d i środkach w wierzchołkach trójkąta równobocznego o boku d.

Trójkąt Reuleaux – figura składająca się z łuków okręgów o środkach i końcach w wierzchołkach trójkąta równobocznego.
Jest to figura o stałej szerokości, czyli taka, w której odległość pomiędzy równoległymi prostymi podpierającymi (stycznymi) nie zależy od kierunku tych prostych. Pole powierzchni trójkąta wynosi {\displaystyle {\frac {1}{2}}(\pi -{\sqrt {3}})d^{2}}
i jest najmniejsze spośród wszystkich figur o stałej szerokości równej {\displaystyle d.}